# Chantal Mbakeshimama
 (avril 2023).
Chantal Mbakeshimama est une femme politique Rwandaise, est actuellement[Quand ?] une membre de la Chambre des députés au Parlement du Rwanda.